# 韮崎町
韮崎町（にらさきちょう）は山梨県北巨摩郡にあった町。現在の韮崎市のうち「○○町」の冠称のない区域にあたる。本項では町制前の名称である河原部村（かわらべむら）についても述べる。

## 地理
- 河川：釜無川、塩川

## 歴史
- 1889年（明治22年）7月1日 - 町村制の施行により、近世以来の河原部村が単独で自治体を形成。
- 1892年（明治25年）9月20日 - 河原部村が町制施行・改称して韮崎町となる。
- 1937年（昭和12年）7月1日 - 更科村・祖母石村を編入。
- 1954年（昭和29年）10月10日 - 穂坂村・藤井村・清哲村・神山村・大草村・竜岡村・旭村・中田村・穴山村・円野村と合併して韮崎市が発足。同日韮崎町廃止。

## 交通

### 鉄道路線
- 日本国有鉄道
  - 中央本線
    - 韮崎駅

### 道路
- 国道20号